# 左鶂戛彝族苗族乡
左鶂戛彝族苗族乡是中华人民共和国贵州省毕节市纳雍县下辖的一个民族乡。

## 行政区划
左鶂戛彝族苗族乡下辖以下村级行政区划单位：
上瓦房村、白院子村、发仲村、龙口村、坡其村、苏戛村、条子场村、拖歪村、下瓦房村和兴文村。